# Eobasileus
Eobasileus és un gènere extint de mamífers dinocerats de la família dels uintatèrids que visqué a Nord-amèrica.
E. cornutus recorda un rinoceront actual. Tenia sis banyes i feia dos metres d'altura. El seu aspecte era molt similar al del seu parent, el uintateri.